# Call Me Maybe
Call Me Maybe is een nummer uit 2012 van de Canadese zangeres Carly Rae Jepsen, afkomstig van haar debuut-ep Curiosity. Het is een upbeat dancepopnummer over een persoon die wacht op het terugbellen van een geliefde.

## Videoclip
Jepsen ziet een jongen  met een wasbordje achter een grasmaaier. Ze wordt meteen verliefd. Wanneer ze op een keer een auto moet wassen, gaat ze er sexy op liggen. De jongen ziet dit, maar terwijl hij kijkt, valt Carly eraf. Wanneer de jongen haar overeind helpt, begint ze met haar band het nummer "Call Me Maybe" voor hem zingen. Terwijl zij haar telefoonnummer op een papiertje schrijft (aan het einde van haar optreden), geeft de jongen zijn nummer aan de gitarist van de band. De jongen blijkt homoseksueel te zijn en verbaast hiermee de gitarist en Jepsen, die juist haar nummer wilde geven.

## Commerciële ontvangst
Call Me Maybe werd een commercieel succes. Het was een Alarmschijf op Radio 538 en stond enkele weken op de tweede positie in de Nederlandse en Vlaamse hitlijsten. In de Nederlandse Top 40 bleef de single 20 weken in de top 10 staan en groeide daarbij qua puntenaantal uit tot de grootste hit van 2012. In die lijst heeft de single ook het record 'meeste weken (afgebroken) in de top 5, zonder ooit de eerste positie gehaald te hebben'. Call Me Maybe werd een nummer 1-hit in onder andere Canada, Australië, het Verenigd Koninkrijk en Nieuw-Zeeland. Bovendien stond het in meerdere landen, waaronder de Verenigde Staten, in de top 10.

## Trivia
- Het nummer is ook te horen in de K3-film K3 Bengeltjes en staat ook op de officiële soundtrack.

## Tracklist
| Nr. | Titel                        | Duur  |
| --- | ---------------------------- | ----- |
| 1.  | Call Me Maybe                | 03:13 |
| 2.  | Both Sides Now               | 03:53 |
| 3.  | Talk to Me                   | 02:50 |
| 4.  | Call Me Maybe (Instrumental) | 03:13 |

| Nr. | Titel         | Duur  |
| --- | ------------- | ----- |
| 1.  | Call Me Maybe | 03:13 |

## Hitnoteringen
| Hitlijst               | Datum van binnenkomst | Hoogste positie | Aantal weken | Laatste notering |
| ---------------------- | --------------------- | --------------- | ------------ | ---------------- |
| Single Top 100         | 10-03-2012            | 2               | 39           | 01-12-2012       |
| Nederlandse Top 40     | 24-03-2012            | 2               | 29           | 06-10-2012       |
| Vlaamse Ultratop 50    | 17-03-2012            | 2               | 36           | 12-01-2013       |
| Vlaamse Radio 2 Top 30 | 17-03-2012            | 2               | 22           | 11-08-2012       |
| Waalse Ultratop 50     | 07-04-2012            | 2               | 45           | 09-02-2013       |
| Duitse Top 100         | 12-05-2012            | 3               | 36           | 12-01-2013       |
| Franse Top 200         | 31-03-2012            | 1               | 81           | 26-10-2013       |
| Oostenrijkse Top 75    | 17-03-2012            | 3               | 53           | 23-08-2013       |
| Spaanse Top 50         | 19-05-2012            | 7               | 45           | 31-03-2013       |
| UK Singles Chart       | 14-04-2012            | 1               | 58           | 11-05-2013       |
| Billboard Hot 100      | 10-03-2012            | 1               | 50           | 08-12-2012       |
| Zwitserse Top 75       | 24-03-2012            | 1               | 60           | 19-05-2013       |

| Hitnotering: 24-03-2012 t/m 06-10-2012 | Hitnotering: 24-03-2012 t/m 06-10-2012 | Hitnotering: 24-03-2012 t/m 06-10-2012 | Hitnotering: 24-03-2012 t/m 06-10-2012 | Hitnotering: 24-03-2012 t/m 06-10-2012 | Hitnotering: 24-03-2012 t/m 06-10-2012 | Hitnotering: 24-03-2012 t/m 06-10-2012 | Hitnotering: 24-03-2012 t/m 06-10-2012 | Hitnotering: 24-03-2012 t/m 06-10-2012 | Hitnotering: 24-03-2012 t/m 06-10-2012 | Hitnotering: 24-03-2012 t/m 06-10-2012 | Hitnotering: 24-03-2012 t/m 06-10-2012 | Hitnotering: 24-03-2012 t/m 06-10-2012 | Hitnotering: 24-03-2012 t/m 06-10-2012 | Hitnotering: 24-03-2012 t/m 06-10-2012 | Hitnotering: 24-03-2012 t/m 06-10-2012 |
| Week:                                  | 1                                      | 2                                      | 3                                      | 4                                      | 5                                      | 6                                      | 7                                      | 8                                      | 9                                      | 10                                     | 11                                     | 12                                     | 13                                     | 14                                     | 15                                     |
| -------------------------------------- | -------------------------------------- | -------------------------------------- | -------------------------------------- | -------------------------------------- | -------------------------------------- | -------------------------------------- | -------------------------------------- | -------------------------------------- | -------------------------------------- | -------------------------------------- | -------------------------------------- | -------------------------------------- | -------------------------------------- | -------------------------------------- | -------------------------------------- |
| Positie:                               | 37                                     | 11                                     | 2                                      | 2                                      | 2                                      | 2                                      | 2                                      | 3                                      | 3                                      | 2                                      | 2                                      | 5                                      | 6                                      | 6                                      | 5                                      |
| Week:                                  | 16                                     | 17                                     | 18                                     | 19                                     | 20                                     | 21                                     | 22                                     | 23                                     | 24                                     | 25                                     | 26                                     | 27                                     | 28                                     | 29                                     |                                        |
| Positie:                               | 4                                      | 3                                      | 3                                      | 3                                      | 4                                      | 6                                      | 6                                      | 11                                     | 12                                     | 16                                     | 17                                     | 29                                     | 37                                     | 40                                     | uit                                    |

| Hitnotering: 10-03-2012 t/m 01-12-2012 | Hitnotering: 10-03-2012 t/m 01-12-2012 | Hitnotering: 10-03-2012 t/m 01-12-2012 | Hitnotering: 10-03-2012 t/m 01-12-2012 | Hitnotering: 10-03-2012 t/m 01-12-2012 | Hitnotering: 10-03-2012 t/m 01-12-2012 | Hitnotering: 10-03-2012 t/m 01-12-2012 | Hitnotering: 10-03-2012 t/m 01-12-2012 | Hitnotering: 10-03-2012 t/m 01-12-2012 | Hitnotering: 10-03-2012 t/m 01-12-2012 | Hitnotering: 10-03-2012 t/m 01-12-2012 | Hitnotering: 10-03-2012 t/m 01-12-2012 | Hitnotering: 10-03-2012 t/m 01-12-2012 | Hitnotering: 10-03-2012 t/m 01-12-2012 | Hitnotering: 10-03-2012 t/m 01-12-2012 | Hitnotering: 10-03-2012 t/m 01-12-2012 | Hitnotering: 10-03-2012 t/m 01-12-2012 | Hitnotering: 10-03-2012 t/m 01-12-2012 | Hitnotering: 10-03-2012 t/m 01-12-2012 | Hitnotering: 10-03-2012 t/m 01-12-2012 | Hitnotering: 10-03-2012 t/m 01-12-2012 |
| Week:                                  | 1                                      | 2                                      | 3                                      | 4                                      | 5                                      | 6                                      | 7                                      | 8                                      | 9                                      | 10                                     | 11                                     | 12                                     | 13                                     | 14                                     | 15                                     | 16                                     | 17                                     | 18                                     | 19                                     | 20                                     |
| -------------------------------------- | -------------------------------------- | -------------------------------------- | -------------------------------------- | -------------------------------------- | -------------------------------------- | -------------------------------------- | -------------------------------------- | -------------------------------------- | -------------------------------------- | -------------------------------------- | -------------------------------------- | -------------------------------------- | -------------------------------------- | -------------------------------------- | -------------------------------------- | -------------------------------------- | -------------------------------------- | -------------------------------------- | -------------------------------------- | -------------------------------------- |
| Positie:                               | 84                                     | 55                                     | 19                                     | 3                                      | 2                                      | 2                                      | 2                                      | 2                                      | 3                                      | 3                                      | 3                                      | 3                                      | 7                                      | 9                                      | 13                                     | 7                                      | 5                                      | 5                                      | 3                                      | 3                                      |
| Week:                                  | 21                                     | 22                                     | 23                                     | 24                                     | 25                                     | 26                                     | 27                                     | 28                                     | 29                                     | 30                                     | 31                                     | 32                                     | 33                                     | 34                                     | 35                                     | 36                                     | 37                                     | 38                                     | 39                                     |                                        |
| Positie:                               | 9                                      | 9                                      | 12                                     | 15                                     | 22                                     | 26                                     | 30                                     | 37                                     | 37                                     | 25                                     | 30                                     | 44                                     | 43                                     | 43                                     | 53                                     | 62                                     | 70                                     | 70                                     | 87                                     | uit                                    |

| Hitnotering: (Week 1 t/m 30) 17-03-2012 t/m 06-10-2012 Hitnotering: (Week 31 t/m 36) 08-12-2012 t/m 12-01-2013 | Hitnotering: (Week 1 t/m 30) 17-03-2012 t/m 06-10-2012 Hitnotering: (Week 31 t/m 36) 08-12-2012 t/m 12-01-2013 | Hitnotering: (Week 1 t/m 30) 17-03-2012 t/m 06-10-2012 Hitnotering: (Week 31 t/m 36) 08-12-2012 t/m 12-01-2013 | Hitnotering: (Week 1 t/m 30) 17-03-2012 t/m 06-10-2012 Hitnotering: (Week 31 t/m 36) 08-12-2012 t/m 12-01-2013 | Hitnotering: (Week 1 t/m 30) 17-03-2012 t/m 06-10-2012 Hitnotering: (Week 31 t/m 36) 08-12-2012 t/m 12-01-2013 | Hitnotering: (Week 1 t/m 30) 17-03-2012 t/m 06-10-2012 Hitnotering: (Week 31 t/m 36) 08-12-2012 t/m 12-01-2013 | Hitnotering: (Week 1 t/m 30) 17-03-2012 t/m 06-10-2012 Hitnotering: (Week 31 t/m 36) 08-12-2012 t/m 12-01-2013 | Hitnotering: (Week 1 t/m 30) 17-03-2012 t/m 06-10-2012 Hitnotering: (Week 31 t/m 36) 08-12-2012 t/m 12-01-2013 | Hitnotering: (Week 1 t/m 30) 17-03-2012 t/m 06-10-2012 Hitnotering: (Week 31 t/m 36) 08-12-2012 t/m 12-01-2013 | Hitnotering: (Week 1 t/m 30) 17-03-2012 t/m 06-10-2012 Hitnotering: (Week 31 t/m 36) 08-12-2012 t/m 12-01-2013 | Hitnotering: (Week 1 t/m 30) 17-03-2012 t/m 06-10-2012 Hitnotering: (Week 31 t/m 36) 08-12-2012 t/m 12-01-2013 | Hitnotering: (Week 1 t/m 30) 17-03-2012 t/m 06-10-2012 Hitnotering: (Week 31 t/m 36) 08-12-2012 t/m 12-01-2013 | Hitnotering: (Week 1 t/m 30) 17-03-2012 t/m 06-10-2012 Hitnotering: (Week 31 t/m 36) 08-12-2012 t/m 12-01-2013 | Hitnotering: (Week 1 t/m 30) 17-03-2012 t/m 06-10-2012 Hitnotering: (Week 31 t/m 36) 08-12-2012 t/m 12-01-2013 | Hitnotering: (Week 1 t/m 30) 17-03-2012 t/m 06-10-2012 Hitnotering: (Week 31 t/m 36) 08-12-2012 t/m 12-01-2013 | Hitnotering: (Week 1 t/m 30) 17-03-2012 t/m 06-10-2012 Hitnotering: (Week 31 t/m 36) 08-12-2012 t/m 12-01-2013 | Hitnotering: (Week 1 t/m 30) 17-03-2012 t/m 06-10-2012 Hitnotering: (Week 31 t/m 36) 08-12-2012 t/m 12-01-2013 | Hitnotering: (Week 1 t/m 30) 17-03-2012 t/m 06-10-2012 Hitnotering: (Week 31 t/m 36) 08-12-2012 t/m 12-01-2013 | Hitnotering: (Week 1 t/m 30) 17-03-2012 t/m 06-10-2012 Hitnotering: (Week 31 t/m 36) 08-12-2012 t/m 12-01-2013 | Hitnotering: (Week 1 t/m 30) 17-03-2012 t/m 06-10-2012 Hitnotering: (Week 31 t/m 36) 08-12-2012 t/m 12-01-2013 | Hitnotering: (Week 1 t/m 30) 17-03-2012 t/m 06-10-2012 Hitnotering: (Week 31 t/m 36) 08-12-2012 t/m 12-01-2013 |
| Week: | 1 | 2 | 3 | 4 | 5 | 6 | 7 | 8 | 9 | 10 | 11 | 12 | 13 | 14 | 15 | 16 | 17 | 18 | 19 | 20 |
| --- | --- | --- | --- | --- | --- | --- | --- | --- | --- | --- | --- | --- | --- | --- | --- | --- | --- | --- | --- | --- |
| Positie: | 39 | 11 | 7 | 2 | 3 | 2 | 3 | 3 | 4 | 4 | 4 | 5 | 5 | 7 | 8 | 8 | 10 | 10 | 12 | 14 |
| Week: | 21 | 22 | 23 | 24 | 25 | 26 | 27 | 28 | 29 | 30 | | 31 | 32 | 33 | 34 | 35 | 36 | | | |
| Positie: | 15 | 12 | 19 | 21 | 31 | 23 | 28 | 32 | 37 | 48 | uit | 49 | 47 | 45 | 42 | 29 | 35 | uit | | |

| Hitnotering: 17-03-2012 t/m 11-08-2012 | Hitnotering: 17-03-2012 t/m 11-08-2012 | Hitnotering: 17-03-2012 t/m 11-08-2012 | Hitnotering: 17-03-2012 t/m 11-08-2012 | Hitnotering: 17-03-2012 t/m 11-08-2012 | Hitnotering: 17-03-2012 t/m 11-08-2012 | Hitnotering: 17-03-2012 t/m 11-08-2012 | Hitnotering: 17-03-2012 t/m 11-08-2012 | Hitnotering: 17-03-2012 t/m 11-08-2012 | Hitnotering: 17-03-2012 t/m 11-08-2012 | Hitnotering: 17-03-2012 t/m 11-08-2012 | Hitnotering: 17-03-2012 t/m 11-08-2012 | Hitnotering: 17-03-2012 t/m 11-08-2012 | Hitnotering: 17-03-2012 t/m 11-08-2012 | Hitnotering: 17-03-2012 t/m 11-08-2012 | Hitnotering: 17-03-2012 t/m 11-08-2012 | Hitnotering: 17-03-2012 t/m 11-08-2012 | Hitnotering: 17-03-2012 t/m 11-08-2012 | Hitnotering: 17-03-2012 t/m 11-08-2012 | Hitnotering: 17-03-2012 t/m 11-08-2012 | Hitnotering: 17-03-2012 t/m 11-08-2012 | Hitnotering: 17-03-2012 t/m 11-08-2012 | Hitnotering: 17-03-2012 t/m 11-08-2012 | Hitnotering: 17-03-2012 t/m 11-08-2012 |
| Week:                                  | 1                                      | 2                                      | 3                                      | 4                                      | 5                                      | 6                                      | 7                                      | 8                                      | 9                                      | 10                                     | 11                                     | 12                                     | 13                                     | 14                                     | 15                                     | 16                                     | 17                                     | 18                                     | 19                                     | 20                                     | 21                                     | 22                                     |                                        |
| -------------------------------------- | -------------------------------------- | -------------------------------------- | -------------------------------------- | -------------------------------------- | -------------------------------------- | -------------------------------------- | -------------------------------------- | -------------------------------------- | -------------------------------------- | -------------------------------------- | -------------------------------------- | -------------------------------------- | -------------------------------------- | -------------------------------------- | -------------------------------------- | -------------------------------------- | -------------------------------------- | -------------------------------------- | -------------------------------------- | -------------------------------------- | -------------------------------------- | -------------------------------------- | -------------------------------------- |
| Positie:                               | 24                                     | 19                                     | 14                                     | 7                                      | 4                                      | 4                                      | 5                                      | 4                                      | 5                                      | 2                                      | 2                                      | 3                                      | 4                                      | 7                                      | 8                                      | 9                                      | 11                                     | 13                                     | 17                                     | 20                                     | 26                                     | 30                                     | uit                                    |

### NPO Radio 2 Top 2000
| Nummer met noteringen in de NPO Radio 2 Top 2000 | '12 | '13  |
| ------------------------------------------------ | --- | ---- |
| Call Me Maybe                                    | 584 | 1756 |

1. ↑  Een vetgedrukt getal geeft de hoogste notering aan.
2. ↑  2012 was het eerste jaar met een notering voor dit nummer.
3. ↑  Deze tabel is bijgewerkt tot en met de laatste editie (2024).